# Emporomyia caucasica
Emporomyia caucasica är en tvåvingeart som beskrevs av Rikhter 1981. Emporomyia caucasica ingår i släktet Emporomyia och familjen parasitflugor. Inga underarter finns listade i Catalogue of Life.